# Hekatoncheirer
Hekatoncheirerne (på dansk: de hundredearmede) var tre uhyrer, der hed Briareios, Gyges og Kottos. De var sønner af Uranos og Gaia og brødre til kykloperne og titanerne.
En dag spærrede Uranos dem inde i Tartaros sammen med kykloperne, men Zeus befriede dem, og som tak hjalp de ham i krigen mod titanerne. Kykloperne og hekatoncheirerne hjalp titanerne i deres opgør med Uranos. Senere i Kronidernes krig mod titanerne kæmpede de dog imod titanerne.
En af hekatoncheirerne, Briareios, bliver af Achilleus' mor, Thetis, hentet op på Olympen, da de Olympiske guder forsøger at slå Zeus i lænker. Derved består Zeus som gudernes konge.
Hekatoncheirerne kendes især fra Hesiods værk Theogonien.